# Émile Charles Albert Brugsch
Émile Charles Albert Brugsch ou Emil Karl Albert Brugsch, né le 24 février 1842 à Berlin et mort le 14 janvier 1930 à Nice, est un égyptologue allemand, dit « Der kleine Brugsch » (Brugsch le Petit), par opposition à son frère, Heinrich Karl Brugsch, dont il est le cadet de quinze ans.

## Biographie
Il rejoint son frère en Égypte en 1870 pour le seconder comme rédacteur du périodique consacré à la langue et à l'archéologie égyptiennes, le « Zeitschrift für Ägyptische Sprache und Altertumskunde » — abrégé ZÄS —, que ce dernier a fondé au Caire en 1864.
Associé aux travaux d'Auguste Mariette à Saqqarah, il devient en 1870 son adjoint à la direction du musée de Boulaq.
Comme son frère, il est honoré du titre de « Bey » puis de « Pacha » par le gouvernement égyptien pour ses services aux musées de Boulaq et du Caire durant plus de 34 ans.
En 1881, à la suite de l'enquête déclenchée par Maspero, au cours de laquelle la police identifie les pilleurs de la famille Abd el-Rassul et découvre une cachette de momies royales à Deir el-Bahari, Emil Brugsch se rend sur le site, revendiquant les momies pour le Service de conservation des antiquités de l'Égypte, faisant dégager et fouiller la cachette de ses momies royales ainsi que celles qui n’étaient pas identifiées, le tout en 48 heures.

## Publication
- avec Urbain Bouriant, Le Livre des rois, 1887Liste chronologique des rois, reines, princes, princesses et personnages importants de l'Égypte antique depuis Ménès jusqu'à Nectanébo II.